# Vladímir Alexándrov
Vladímir Petróvich Alexándrov –en ruso, Владимир Петрович Александров– (Ilino, URSS, 7 de febrero de 1958) es un deportista soviético que compitió en bobsleigh en la modalidad doble. 
Participó en los Juegos Olímpicos de Sarajevo 1984, obteniendo una medalla de bronce en la prueba doble (junto con Zintis Ekmanis). Ganó tres medallas en el Campeonato Europeo de Bobsleigh entre los años 1984 y 1987.
En 1984 fue galardonado con la Medalla de la Distinción Laboral.

## Palmarés internacional
| Juegos Olímpicos   | Juegos Olímpicos      | Juegos Olímpicos  | Juegos Olímpicos |
| Año                | Lugar                 | Medalla           | Prueba           |
| ------------------ | --------------------- | ----------------- | ---------------- |
| 1984               | Sarajevo (Yugoslavia) | Medalla de bronce | Doble            |
| Campeonato Europeo |                       |                   |                  |
| Año                | Lugar                 | Medalla           | Prueba           |
| 1984               | Igls (Austria)        | Medalla de bronce | Doble            |
| 1985               | Sankt Moritz (Suiza)  | Medalla de oro    | Doble            |
| 1987               | Cervinia (Italia)     | Medalla de plata  | Doble            |